# Mount Angier
Mount Angier ist ein markanter Berg in der antarktischen Ross Dependency. Er ragt in den Moore Mountains der Queen Elizabeth Range auf.
Teilnehmer der New Zealand Geological Survey Antarctic Expedition (1961–1962) benannten ihn nach Lieutenant Commander Donald Landes Angier (1928–2005) von der United States Navy, Pilot bei Aufklärungs- und Versorgungsflügen während der Forschungsreise.